# Quiroga
Quiroga – miasto w Hiszpanii w Galicji w prowincji Lugo. W miasteczku znajdują się jedne z największych upraw winorośli w Hiszpanii.